# Clastoptera testacea
Clastoptera testacea är en insektsart som beskrevs av Fitch 1851. Clastoptera testacea ingår i släktet Clastoptera och familjen Clastopteridae. Inga underarter finns listade i Catalogue of Life.